# غارنت ولسلي
الفيلد مارشال غارنت جوزيف ولسلي (بالإنجليزية: Garnet Joseph Wolseley)‏ ـ (4 يونيو 1833 ـ 25 مارس 1913) هو ضابط أنجلو-أيرلندي بالجيش البريطاني، خدم في بورما وحرب القرم والصين وكندا وشارك في قمع ثورة الهند سنة 1857، كما شارك في حملات بريطانية متعددة في إفريقيا كان من بينها حرب الإنجليز ضد الأشانتي (1873 ـ 1874)، وقاد القوات الإنجليزية في معركة التل الكبير التي أدى انتصار الإنجليز فيها إلى احتلال مصر، كما قاد بعثة النيل (1884 ـ 1885)، التي أُرسلت لإنقاذ الجنرال غوردون في السودان أثناء الثورة المهدية.
تولى غارنت منصب القائد العام للقوات البريطانية بين عامي 1895 و1900.

## روابط خارجية
- غارنت ولسلي على موقع الموسوعة البريطانية (الإنجليزية)